# 山元護久
山元 護久（やまもと もりひさ、1934年〈昭和9年〉9月19日 - 1978年〈昭和53年〉4月22日）は、京都府出身の放送作家、児童文学者。

## 経歴
日本画家の山元桜月の私生児として京都に生まれる。早稲田大学第一文学部独文科在学中から、早大童話会より改名した少年文学会に所属。同会からの派生団体では『小さい仲間』のほか、小沢正と創刊した童話研究誌『ぷう』に参加。
早稲田大学卒業後放送作家となり、童話や絵本、子供向けテレビ番組で活躍。特に井上ひさしとの共作『ひょっこりひょうたん島』が人気を呼んだ。
1976年4月から『おかあさんといっしょ』の人形劇『ゴロンタ劇場』の原作・脚本を担当していた。しかし、放送期間中の1978年4月22日、仕事の打ち合わせ中に脳出血で43歳で急逝。

## 作品

### 台本構成
井上ひさしとの共作
- 『ひょっこりひょうたん島』
- 『アンデルセン物語』（東映劇場用アニメ版）
- 『長靴をはいた猫』
- 『ネコジャラ市の11人』（山崎忠昭と三人の共作）
- 『忍者ハットリくん』（テレビドラマ版。共作ペンネームは服部半蔵）
- 『ピュンピュン丸』（共作ペンネームはエンリコ・トリゾーニ）

山元の単独執筆
- 『アリババと40匹の盗賊』
- 『おかあさんといっしょ』
- 『できるかな』
- 『ママとあそぼう!ピンポンパン』

### 著書
- 『はしれロボット』（斎藤とおる絵、小峰書店、創作幼年童話） 1962
- 『NHKひょっこりひょうたん島』全4巻（井上ひさし共著、川本哲夫絵、日本放送出版協会） 1964 - 1965
- 『それゆけねずみたち』（司修絵、あかね書房 、日本の創作幼年童話） 1969
- 『長靴をはいた猫』（井上ひさし共文、東映動画作、小学館、小学館の絵文庫） 1969、のち復刊ドットコムより再刊
- 『ぼくらの夏 : 民族を結ぶ物語』（共著、関英雄等編、鈴木義治等絵、小峰書店、現代日本の童話） 1970
- 『のりものはかせのほん』（加藤晃制作、あかね書房、つくるほん） 1970
- 『かいぞくのほん』（加藤晃制作、あかね書房、つくるほん） 1970
- 『はつめいはかせのほん』（加藤晃制作、あかね書房、つくるほん） 1970
- 『たんけんかのほん』（加藤晃制作、あかね書房、つくるほん） 1970
- 『おふろ』（加藤晃え、フクインカン、スーパーブックス） 1970
- 『ピストルをかまえろ』（池田竜雄え、小峰書店、こみね幼年どうわ） 1970
- 『アリババと40人の盗賊』（東映動画作品、小学館、小学館の絵文庫） 1971
- 『ネコジャラ市の11人』（井上ひさし共原作、上地ちづ子文、谷口健雄絵、講談社、カラーテレビ版名作絵ばなし） 1971
- 『いたずらきかんしゃゆうだちせんたくや』（北田卓史他絵、団伊玖磨他監修、小学館、こどものメロディー） 1971
- 『図解 冒険ハンドブック』（枝常弘等絵、講談社、少年少女講談社文庫） 1973
- 『そのてにのるな! クマ』（枝常弘え、学習研究社、新しい日本の童話シリーズ） 1973
- 『あいうえお : もじのえほん』（やまもともりひさ名義、むらかみつとむえ、あかね書房） 1974
- 『えほんあいうえお』（やまもともりひさ名義、むらかみつとむえ、あかね書房） 1974
- 『さーかす 1・2・3』（やまもともりひさ名義、むらかみつとむえ、あかね書房、かずのえほん） 1975
- 『ちびくろサンボ』（赤坂三好絵、小学館） 1975
- 『まる・さんかく・しかくさん』（やまもともりひさ名義、むらかみつとむえ、あかね書房、かたちのえほん） 1976
- 『ことばあそび : あいうえおうのぼうけん』（やまもともりひさ名義、かとうあきらえ、主婦と生活社、知識絵本） 1976
- 『雨はまちかどをまがります』（佐々木マキえ、理論社、おはなしBook） 1976
- 『こぶとりじいさん』（村上豊え、高橋書店、日本むかしばなし） 1977
- 『かたかなアイウエオ : もじのえほん』（やまもともりひさ名義、むらかみつとむえ、あかね書房） 1977
- 『そばかすみっこのぼうけん』（加藤晃絵、ポプラ社、ポプラ社のともだち文庫） 1978
- 『けいじ・ぶちゃねこドラのこのなぞをとけ』（やまもともりひさ名義、かとうあきらえ、旺文社、旺文社こどもの本） 1978
- 『なまいきスリッパ』（ふるかわひでお絵、太平出版社、太平ようねん童話、おはなしワンツースリー） 1981
- 『かいぞくふとっちょジェイク』（北田卓史絵、ひさかたチャイルド、ひさかたメルヘン） 1982
- 『がんばれねずみたち』（高橋透絵、ひさかたチャイルド、ひさかたメルヘン） 1982
- 『ひょっこりひょうたん島』全13巻（井上ひさし共著、筑摩書房、ちくま文庫） 1990
- 『ひょっこりひょうたん島 : ものがたり絵本』（井上ひさし共原作、武井博文、高瀬省三絵、日本放送出版協会） 2003

### 翻訳
- 『宝島』（スティーブンスン原作、世界文化社、少年少女世界の名作 第14巻） 1970
- 『ぼくらはめいせんしゅ』（ケスラー、旺文社、旺文社こどもの本） 1977

### 作詞
- 「12月だもん」（作曲:山本直純）
- 「ひみつのアッコちゃん」 - 井上ひさしとの共作（作曲：小林亜星）
- 「ミスター・アンデルセン」 - 井上ひさしとの共作（作曲：宇野誠一郎）
- 「キャンティのうた」 - 井上ひさしとの共作（作曲：宇野誠一郎）
- 「ズッコのうた」 - 井上ひさしとの共作（作曲：宇野誠一郎）
- 「エッちゃん」（作曲：宇野誠一郎）
- 「ピンポンパンのうた」（作曲:渡辺岳夫）
- 「ピンクの貯金箱」（作曲:服部克久）
- 「かぜよふけふけ」（作曲:小森昭宏）
- 「とんちんかんちん一休さん」（作曲:宇野誠一郎）
- 「ピンポンパンだよ!ピン」（作曲:渡辺岳夫）
- 「そばかすつけた女の子」（作曲:服部克久）
- 「あつまりましたよッ!ピンポンパン」（作曲:服部克久）